# Radamist
Radamist (gruz.: რადამისტი) (zm. 58) gruziński książę z rodu królewskiego, król Armenii w latach 51-55. Pochodził z dynastii Parnawazydów. Był uzurpatorem i tyranem.